# Henne Kirke
Henne Kirke er en sognekirke fra 1100-tallet i Henne Kirkeby, få kilometer øst for Henne Strand.

## Historie
Kirken blev bygget i 2. halvdel af 12. århundrede, antagelig af biskop Elias fra Ribe Stift, som ejede Hennegård, et biskoppeligt gods indtil reformationen. Koret og skibet blev forlænget allerede omkring år 1300. Våbenhuset og klokketårnet blev tilfløjet i 1400-tallet. Kirken havde oprindelig et bjælkeloft, hvor en del blev overhvælvet omkring år 1500.
Indtil Kommunalreformen i 1970 lå kirken i Vester Horne Herred

## Galleri
- Alter
- Prædikestol
- Orgel
- Døbefont
- Series pastorum